# René Thomas (Musiker)
René Thomas (* 25. Februar 1926 in Lüttich; † 3. Januar 1975 in Santander) war ein belgischer Jazzgitarrist.

## Leben
Thomas erlernte sein Instrument als Autodidakt. Ende der 1940er Jahre begann er mit den Bob Shots um Bobby Jaspar, Jacques Pelzer und Francy Boland zu spielen. Er ging dann 1950 mit Jaspar nach Paris. Dort spielte er unter anderem mit Chet Baker und spielte 1954 erste Aufnahmen für Barclay Records ein (LP René Thomas And His Orchestra). 1956 zog er nach Nordamerika, wo er mit Al Haig, Toshiko Akiyoshi, Sonny Rollins, Miles Davis, Zoot Sims und Jackie McLean spielte. Unter eigenem Namen nahm er die Platte „Guitar Groove“ (1960) auf. 1962 kehrte er nach Paris zurück und nahm mit Chet Baker, John Lewis, Lucky Thompson, Lee Konitz, Jack Diéval und Stéphane Grappelli auf.
Zwischen 1969 und 1972 gehörte er der Band von Stan Getz an. Er spielte weiterhin in den Orgeltrios von Lou Bennett und von Eddy Louiss (häufig mit Kenny Clarke), aber auch mit Ingfried Hoffmann, mit Claude Nougaro und mit Sonny Criss. Gemeinsam mit Jacques Pelzer nahm er kurz vor seinem Tod eine weitere Platte auf. Eine seiner bekannteren Kompositionen, „Ballad for Leo“ wurde auch von Larry Coryell und John McLaughlin (als “René’s Theme”) eingespielt.